# Full Circle
Az 1972-ben megjelent Full Circle a The Doors második nagylemeze Jim Morrison halála után. A szerepét billentyűs Ray Manzarek és gitáros Robby Krieger vette át. Ezen a nagylemezen szerepel a The Mosquito című slágerlistás dal.

## Számlista
1. Get Up and Dance (Krieger, Manzarek) – 2:25
2. 4 Billion Souls (Krieger) – 3:18
3. Verdilac (Krieger, Manzarek) – 5:40
4. Hardwood Floor (Krieger) – 3:38
5. Good Rockin (Brown) – 4:22
6. The Mosquito (Densmore, Krieger, Manzarek) – 5:16
7. The Piano Bird (Conrad, Densmore) – 5:50
8. It Slipped My Mind (Krieger) – 3:11
9. The Peking King and the New York Queen (Manzarek) – 6:25

## Tagok
- John Densmore – dob
- Robbie Krieger – gitár, ének, szájharmonika
- Ray Manzarek – billentyű, ének

Külső tagok
- Chico Batera – ütősök, "Piano Bird" és "The Peking King and the New York Queen"
- Jack Conrad – basszusgitár, "4 Billion Souls", "Good Rockin", "The Piano Bird" és "The Peking King and the New York Queen"
- Chris Ethridge – bőgő, "Get Up and Dance"
- Venetta Field – ének
- Bobbi Hall – ütősök, "Verdilac", "The Piano Bird" és "The Peking King and the New York Queen"
- Clydie King – ének
- Charles Larkey – bőgő, "Verdilac" és "The Piano Bird"
- Charles Lloyd – szaxofon, "Verdilac"; furulya, "The Piano Bird"
- Melissa MacKay – ének
- Leland Sklar – bőgő, "Hardwood Floor", "The Mosquito" és "It Slipped My Mind"

## Gyártás
- Producer: The Doors
- Hangmérnök: Henry Lewy
- Borító terv: Pacific Eye & Ear
- Borító grafika: Joe Garnett

## Listás helyezések
Nagylemez
| Év   | Lista      | Helyezés |
| ---- | ---------- | -------- |
| 1972 | Pop Albums | 68       |